# Cerastis livida
Cerastis livida là một loài bướm đêm trong họ Noctuidae.